# تیلگمنتون (مریلند)
تیلگمنتون (به انگلیسی: Tilghmanton) یک منطقهٔ مسکونی در ایالات متحده آمریکا است که در مریلند واقع شده‌است. تیلگمنتون ۴۶۵ نفر جمعیت دارد.